# 梅多斯 (佛羅里達州)
梅多斯（英語：The Meadows）是位於美國佛羅里達州薩拉索塔縣的一個人口普查指定地區。

## 地理
梅多斯的座標為27°21′53″N 82°28′23″W / 27.36472°N 82.47306°W，而該地最高點為海拔高度8米（即26英尺）。

## 人口
根據2010年美國人口普查的數據，梅多斯的面積為6.00平方千米，當中陸地面積為5.60平方千米，而水域面積為0.40平方千米。當地共有人口3994人，而人口密度為每平方千米665人。